# Uwe-Dietmar Berlit
Uwe-Dietmar Berlit (* 6. Mai 1956 in Hannover) ist ein deutscher Jurist und Honorarprofessor. Er war von 2002 bis 2022 Richter am Bundesverwaltungsgericht, seit Mai 2011 als Vorsitzender Richter.

## Leben
Uwe-Dietmar Berlit studierte 1974 bis 1981 im Rahmen der einstufigen Juristenausbildung Rechtswissenschaft an der Universität Hannover. Berlit begann 1981 seine juristische Laufbahn am Verwaltungsgericht Hannover. Von dort wurde er von Anfang 1985 bis Januar 1988 als wissenschaftlicher Mitarbeiter an das Bundesverfassungsgericht und von Mai 1991 bis September 1993 als wissenschaftlicher Mitarbeiter an die Universität Hannover abgeordnet. Ferner wurde er von Oktober 1993 bis Juni 1994 beurlaubt, um die SPD-Fraktion im Deutschen Bundestag im Zusammenhang mit der Reform des Grundgesetzes beraten zu können. Hieran schloss sich eine Abordnung als wissenschaftlicher Mitarbeiter an den Niedersächsischen Staatsgerichtshof bis März 1995 an. Er wurde 1994 zum Richter am Oberverwaltungsgericht Lüneburg ernannt. 1995 wurde er an der Universität Hannover zum Doktor der Rechte promoviert. Vom Oberverwaltungsgericht wurde er von Anfang 1999 bis Ende 2001 als Referatsleiter an das Niedersächsische Finanzministerium abgeordnet. Uwe-Dietmar Berlit wurde 2001 zum Honorarprofessor an der Universität Hannover berufen.
Seit 2002 war er Richter am Bundesverwaltungsgericht und wurde dem 5. Revisionssenat des Gerichtes zugewiesen. Der 5. Senat ist mit Fürsorgerecht, Schwerbehindertenrecht, Jugendhilfe- und Jugendschutzrecht und dem Staatsangehörigkeitsrecht befasst. Er wurde zusätzlich EDV-Beauftragter am Bundesverwaltungsgericht. Im August 2004 wurde er Honorarprofessor an der Universität Leipzig und Anfang Mai 2011 Vorsitzender Richter am Bundesverwaltungsgericht im 1. Revisionssenat, der sich u. a. mit Migrationsrecht (Asyl-, Ausländer- und Staatsangehörigkeitsrecht), Vereinsrecht und allgemeinem Datenschutzrecht befasst. Berlit trat am 31. März 2022 in den Ruhestand.
Seit Juli 2012 ist Berlit zusätzlich Richter am Verfassungsgerichtshof des Freistaates Sachsen. Er ist als Mitautor an Kommentaren zum Staatsangehörigkeitsrecht, zum Sozialgesetzbuch und zur Verwaltungsgerichtsordnung und Mitherausgeber der Fachzeitschrift Informationen zum Arbeitslosenrecht und Sozialhilferecht (info also) auch wissenschaftlich tätig und gehört dem Vorstand des Vereins Deutscher EDV-Gerichtstag an. Ferner war er bis 2012 Landesvorsitzender der Arbeitsgemeinschaft sozialdemokratischer Juristinnen und Juristen (ASJ) in Sachsen.